# Club du 20 février
Le club du 20 février (en espagnol Club 20 de Febrero) est un club de la ville de Salta, en Argentine. Son siège se situe dans la partie est de la ville, dans un des quartiers les plus huppés. Avant son déplacement dans les années 1950, le club se trouvait dans un bâtiment du centre de la ville.
Le club est considéré comme une des institutions les plus oligarchiques, élitistes et conservatrices d’Argentine. Cela explique en grande partie pourquoi, tout au long du XXe siècle, il fut impliqué dans plusieurs affrontements avec les péronistes.
Le nom du club fait référence à la bataille de Salta du 20 février 1813 qui opposait les troupes des Provinces-Unies du Río de la Plata et de l'Empire espagnol lors de la guerre de l'indépendance de l'Argentine.

## Membres
Les droits d’adhésion sont les plus élevés du pays. Le site internet du club ne mentionne pas les conditions exigées pour être accepté, cependant certains détails d’ordre général sont connus [réf. nécessaire] :
- le candidat doit être présenté par un membre actuel ;
- le candidat doit être de couleur blanche, descendant d’un fondateur espagnol de la ville. Pour le prouver, il doit soumettre un arbre généalogique montrant qu’il n’a pas de sang indigène.

## Histoire
Le club fut fondé le 1er janvier 1858 par le général Rudecindo Alvarado (es), En réaction au gouvernement de Dionisio Puch (es) à la tête de la province de Salta. Il proposa la création d’un centre commun de réunions pour la société cultivée de Salta. On comprend par « société cultivée », la population blanche, contrairement aux autochtones et métis. Depuis sa création le club a fonctionné comme une société secrète, où les plus riches familles de la province décident et se partagent les plus hautes fonctions.
Au début du XXe siècle, le club se fit construire un fastueux siège, dans le centre de la ville, face à la place principale. Un édifice de style français, à deux étages avec d’élégantes décorations. Après son inauguration, l’édifice servit à de fastueuses fêtes, des bals etc. dont le luxe choqua l’archevêque, Mgr Tavella. Ce dernier dénonça auprès des représentants du club la tenue de ces fêtes dans une des régions les plus pauvres du pays[réf. nécessaire].
En 1930, un des membres, le général José Félix Uriburu, renversa le président Hipolito Yrigoyen.
Dans les années 1950, avec l’émergence du justicialisme, le club connut des problèmes politiques. Son caractère élitiste et raciste en fit une cible du péronisme, qui en 1952 ordonna l’expropriation de son siège. Après la chute de Perón, en 1955, le gouverneur qui réalisa cette expropriation de l’édifice, Ricardo Duran dut s’exiler au Chili.
Le 21 mai 1969, en marge du Cordobazo, une foule d’étudiants et de travailleurs prirent d’assaut et incendièrent le club, qui était considéré comme le centre de l’opposition au péronisme.
En 1976, un professeur à l’université nationale de Salta fut arrêté puis renvoyé pour avoir publié des recherches sur l’influence du club dans la politique de la province de Salta[réf. nécessaire].
Depuis sa création, le club organise le bal du 20 février en l'honneur de la bataille de Salta de la même date.